# 賀狄干
賀 狄干（が てきかん、生年不詳 - 407年）は、中国の北魏の政治家・軍人。本貫は代郡。

## 経歴
小族の出身であったが、拓跋氏に忠実で、将軍として公平なことで知られた。北部大人に累進した。北魏が建国されると、長孫嵩とともに並び称され、敬愛された。
道武帝は狄干に馬1000匹を持たせて、後秦に婚姻を申し込んだ。後秦の姚興は道武帝が慕容皇后を立てたことを聞いて、狄干を抑留して婚約を破談にした。姚興の弟の姚平が平陽を攻撃したので、道武帝はこれを討ち、後秦の将軍の狄伯支・唐小方ら30人あまりを捕らえた。
道武帝は狄干が後秦に抑留されたにもかかわらず、襄武侯の爵位を与え、秦兵将軍の位を加えた。狄干は長安に幽閉されているあいだ、『論語』や『尚書』などを読み習い、態度は風雅で、あたかも儒者のようであった。
407年、道武帝は北新侯安同を長安に派遣して唐小方の身柄を送らせた。姚興は狄干の身柄を返し、馬1000匹で狄伯支の身柄を購いたいと申し出た。道武帝は後秦と夏の関係を裂くためにこれを許した。
狄干が帰国すると、言葉や衣服が後秦の人のようであったため、道武帝は狄干が後秦に感化されたものと思い、怒って殺した。弟の賀帰もまた狄干とともに死んだ。

## 伝記資料
- 『魏書』巻28 列伝第16
- 『北史』巻20 列伝第8